# Bogdaše
Bogdaše su naseljeno mjesto u gradu Livnu, Federacija Bosne i Hercegovine, BiH.

## Zemljopis
Nalaze se na uz sjeveroistočni rub sjeverne trećine Livanjskog polja. 
Sjeverozapadno uz rub polja su Bastasi i Nuglašica, sjeverozapadno preko polja su Grkovci, Crni Lug, Jaruga i Ždralovački kanal, zapadno-sjeverozapadno su Pržine, jugozapadno su Gornji Kazanci, Donji Kazanci, Sajković i Gubin, jugoistočno uz rub polja su Vrbica, Radanovci, Bojmunte i Čelebić, južno su potoci Jaruga, Govnuša i Jaža.

## Stanovništvo

### 1991.
Nacionalni sastav stanovništva 1991. godine, bio je sljedeći:
ukupno: 83
- Srbi - 80
- Hrvati - 1
- ostali, neopredijeljeni i nepoznato - 2

### 2013.
Nacionalni sastav stanovništva 2013. godine, bio je sljedeći:
ukupno: 18
- Srbi - 18